# きのこいぬ
『きのこいぬ』は、蒼星きままによる日本の漫画作品、およびそれに登場する生物の名称。当初は読み切りとして『月刊COMICリュウ』（徳間書店）2010年9月号初掲載し、第7回龍神賞にて銅龍賞を受賞。その後、シリーズ連載化され、同誌の紙媒体休刊後もweb媒体へ移行して、2022年2月28日まで連載された。続編が『きのこいぬFUNFUN』のタイトルで同サイトにて、2025年5月30日から連載されている。
片耳がきのこになっている不思議な犬「きのこいぬ」と関わる人々の生活を描いたロー・ファンタジー作品。2024年7月時点で単行本の累計発行部数は175万部を突破している。

## あらすじ
愛犬・はなこを亡くして傷心の絵本作家・夕闇ほたる。庭に生えたピンクのきのこを眺めていたらもぞもぞと動き出したそれはなんと片耳がキノコになっている犬の「きのこいぬ」だった。まっすぐに思いを寄せてくれるきのこいぬとの同居生活の中で凍っていたほたるの心は温かさを取り戻していく。

## 登場キャラクター
声の項はテレビアニメ版の声優。

### 主要キャラクター
きのこいぬ
声 - 小林大紀
本作の主人公。元はほたるの庭に生えていた、まピンクのきのこだったが、ある日（ほたるの見ている前で）突如として犬型の生物に「変態」した。体色は白が基調で左目から頭部左側にかけての部分がピンク地に白い水玉模様。左耳がきのこの傘のような形になっている。ある程度、人間の言葉を解し、小児程度の理解力や思考力はある模様。周囲の人間の言葉や行動に喜んだり、落ち込んだり、怒ったりする。時折、激情家らしく豪快にふるまう。ほたるにメッセージを伝えたい一心で、ほたるの持っていた「あいうえおのほん」でひらがなを一生懸命に勉強し、矢良の助けもあって字が書けるようになる。後には、携帯電話を操ってメッセージを送れるようにもなる。色々なものを食する（試しにお酒を飲ませてみた時も大丈夫だった）が、ドッグフードは食べない。基本的に子供が喜ぶような食物を好むほか水を吹きかけると喜ぶ。中でも、たこ焼きが大好物となり、自分でも「ちゃっちゃっ」と作るようになった。時折（主に起床時）、庭に出て胞子を飛ばす（ほたるは「これがきのこいぬにとっての排泄行為なのでは」と少し疑っている）。
森ノ原 ほたる（もりのはら ほたる）
声 - 上村祐翔、望田ひまり（幼いほたる）
同じく本作の主人公。ペンネームは夕闇ほたる。デビュー10年のホラー絵本作家。独身。こまこ、つばきとは同い年。幼いころに両親を亡くし、引き取って育ててくれた祖父も大学生の時に他界。天涯孤独の生活を祖父の飼い犬だった「はなこ」に癒されていた。両親に十分に伝えられなかった「好き」という思いをたくさんの人に伝えるため、絵本作家を志す。はなこが病死してしまったことから、仕事はおろか生活全般に対する意欲を失っていたが、ある日庭から突如現れた「きのこいぬ」と出会う。『月刊コミックリュウ』で連載している『クミカのミカク』2巻の背景の一コマにきのこいぬを抱きかかえた姿で登場している。

### 人間
天野 こまこ（あまの こまこ）
声 - 永瀬アンナ
ほたるの幼なじみにして、担当の編集者。何かにつけ、よくほたるの世話を焼く。ずけずけとものを言うことが多いが、ほたるときのこいぬの仲に嫉妬するなど、口に出さない内面も持つ。編集長の息子・矢良をほたるに紹介して以来、ほたるを巡り互いに「ガチ」「ビッチ」と呼び合う三角関係的な仲になっている。
矢良（やら）
声 - 寺島拓篤
編集長の息子にして、近所にあるきのこ研究所の職員。親のコネを利用してほたるに会いに来た。ややストーカー気質の同性愛者。元々、ほたるの絵本の大ファンであったが、本人に会って「一目惚れ」して以来、頻繁に出入りするようになる。こまことはほたるを巡り互いに「ビッチ」「ガチ」と呼び合う三角関係的な仲になっている。また、きのこいぬとはほたるを巡り喧嘩することがある。当初はモヒカンに近い奇抜な髪型をしていたが、きのこいぬと争った際、こまこに一部の髪を切られ、刈り上げに近い髪型になった。
上原 あんず（うえはら あんず）
声 - 日菜
近所に住む女子中学生。散歩中のきのこいぬに遭遇したことから、「プラム」と出会うことになる。料理が得意で、将来の夢も現在のところ料理関係を目指している。
上原つばき（うえはら つばき）
声 - 千本木彩花
あんずの母親にして、ほたるの幼なじみ。絵本作家。シングルマザーとしてあんずを育てている。しかし料理は苦手で、おにぎりしか作れない。子供のころはほたるのことが好きだったが、その気持ちをストレートに表せずに、からかったり悪戯を仕掛けたりしていた（ほたるは気付いておらず、ただ困惑していた）。現在もほたるのファンらしい。
天野 あゆみ（あまの あゆみ）
声 - 羽多野渉
こまこの弟で、頭にカタツムリを載せている。

### 犬
プラム
声 - 久野美咲
上原家に出現した、もう一匹の「きのこいぬ」。あんずがきのこいぬと遭遇した際、付着した胞子から発生したとみられる、きのこいぬの「きょうだい」。頭部左側のきのこ部分の色（スモモのような赤紫色）から名付けられた。きのこいぬとの違いは上記の他、目が吊り目できのこ部分の水玉模様が少ない。同種族ではあるものの、きのこいぬとのコミュニケーションは人語（もしくはボディーランゲージ）を介さなければならず、携帯電話を使って意思疎通を図るようになる。やや繊細な性格でおにぎりが大好き。
はなこ
ほたるのペット。17歳で没。ほたるが幼少のころ、両親が亡くなりほたるの親代わりに側にいた。はなこの死後、ほたるは無気力になり仕事はおろか生活全般に対する意欲を失っていた。はなこが生前、大事に付けていた首輪と好物のドッグフードを捨てずにいたが、きのこいぬに燃やされてしまう。ほたるは呆然とするものの、それをきっかけに心の整理がつき、立ち直ることができた。

## 作風
テレビアニメ版で主人公の夕闇ほたるを演じた上村祐翔はとても静かな作品だと「コミックナタリー」による座談会の中で述べており、セリフが少なく、絵で魅力を伝えつつも、キャラクターの心の動き方の解釈は読者にゆだねられると語る。同時に、上村はその中でも天真爛漫にふるまうきのこいぬとの落差が個人的には面白かったと述べており、天野こまこ役の永瀬アンナも同意している。一方、きのこいぬの同族・プラム役の久野美咲は当初子ども向けの絵本と思っていたことを明かしており、実際に読む中でどこかで本当に起きていそうな生活感が心地よかった分、完全なファンタジーの存在であるきのこいぬがより面白く感じたと述べている。

## 書誌情報
- 蒼星きまま 『きのこいぬ』 徳間書店 〈リュウコミックス〉、全15巻
  1. 2011年10月13日発売[9]、ISBN 978-4-19-950267-5
  2. 2012年6月13日発売[10]、ISBN 978-4-19-950297-2
  3. 2012年12月13日発売[11]、ISBN 978-4-19-950297-2
  4. 2013年5月13日発売[12]、ISBN 978-4-19-950341-2
  5. 2013年9月13日発売[13]、ISBN 978-4-19-950354-2
  6. 2016年8月12日発売[14]、ISBN 978-4-19-950522-5
  7. 2017年3月13日発売[15]、ISBN 978-4-19-950556-0
  8. 2017年11月13日発売[16]、ISBN 978-4-19-950597-3
  9. 2018年7月13日発売[17]、ISBN 978-4-19-950634-5
  10. 2019年2月13日発売[18]、ISBN 978-4-19-950669-7
  11. 2019年9月13日発売[19]、ISBN 978-4-19-950686-4
  12. 2020年5月13日発売[20]、ISBN 978-4-19-950707-6
  13. 2020年12月11日発売[21]、ISBN 978-4-19-950726-7
  14. 2021年8月12日発売、ISBN 978-4-19-950747-2
  15. 2022年5月13日発売、ISBN 978-4-19-950778-6

## テレビアニメ
2024年10月から12月までAT-Xほかにて放送された。

### スタッフ
- 原作 - 蒼星きまま[4]
- 監督 - 浅野景利[4]
- シリーズ構成 - 田中仁[4]
- キャラクターデザイン・総作画監督 - 遠藤大輔[4]
- 衣装デザイン - 佐々木睦美
- プロップデザイン - 堤谷典子、井本美穂
- 2Dデザイン - 半谷恵介
- 色彩設計 - 水野多恵子[6]
- 美術監督 - 海野よしみ[6]
- 撮影監督 - 堀内美咲[6]
- 編集 - 黒澤雅之
- 音響監督 - 吉田光平[6]
- 劇中音楽 - 立山秋航[4]
- プロデューサー - 綾野佳菜子、町田有也、百田英生、今成一裕、多田祐一、飯塚彩、渡邉日向子、岩中亜梨沙
- アニメーションプロデューサー - 丸亮二
- アニメーション制作 - C-Station[4]
- 製作 - 星鳩町きのこ研究所

### 制作

#### 美術
テレビアニメ版は写実的な背景を特徴としており、きのこいぬ役の小林大紀は「例えば梅雨の季節なら水滴の表現から湿度感すら伝わってくるんですよ。」と「コミックナタリー」による座談会の中で明かしている。
天野 こまこ役の永瀬アンナは座談会の中で、テレビアニメ版では過剰な演出がなく、視聴者に解釈をゆだねるような間の使い方をしている分、きのこいぬの異質な感じがクローズアップされると話している。

#### キャスティング・演技
タイトルキャラクターであるきのこいぬを演じた小林大紀は、マネージャーからこの役のオーディションについて伝えられた際、「きのこいぬ」とは何かと頭の中で疑問が浮かんだが、原作を読んで納得したと「コミックナタリー」による座談会の中で明かしている。
また、きのこいぬとプラムの台本にはセリフが全くない代わりに、擬音や状況説明のみが記されていた。小林は漫画のコマが参考資料として添付されていたものの、どう解釈するかは声優にゆだねられていたと話しており、さまざまな方向性のきのこいぬが登場していたと振り返っている。小林はスタッフから聞いた話として、久野もきのこいぬ役のオーディションを受けていたが、小林のきのこいぬと全く雰囲気が異なっていたと語っている。これについて久野は感情をわかりやすく出すようにしたかもしれないと明かしており、小林はシュールな雰囲気に寄せていた自分がきのこいぬ役に、プラム役が久野に割り振られた理由だろうと分析している。
収録は人間ときのこいぬ、プラムに分けて行われた。小林は久野が来るまではきのこいぬのみの抜き録りが多く、その感覚を一人旅にたとえる一方、収録ブースの外で待機している共演者たちが笑いをこらえている雰囲気を感じたとも話している。上村も台本の内容から小林もスタッフもずっと手探りだったのだろうと分析しており、序盤からかなり難しいディレクションが寄せられていたが、そこに食らいつく小林の姿がかっこよかったと話している。
第1話収録に際しては、音響監督の吉田光平から「序盤は大きな展開があるわけではないため、なるべく自然な雰囲気で演じてほしい」という指示が出され、掛け合いに際してはゆったりとした気持ちを出せるよう試行錯誤を重ねたと上村は座談会の中で振り返っている。一方、小林は第1話の収録後も手ごたえがないと感じており、以降も試行錯誤を繰り返しながらきのこいぬのキャラクターを確立していった。
ほたるの幼なじみ・上原つばき役の千本木彩花は時間をかけてキャラクターを作り上げたと先行上映会でのトークショーで明らかにしている。これはつばきのイメージがスタッフの間で異なっており、各々のエッセンスを少しずつ取り入れつつも、周囲に影響されず独自の路線で行ってくれという指示が出されたためである。
こまこの弟あゆみ役には、オーディションで羽多野渉が選ばれた。羽多野はもともと原作を知っており、オーディションの話が来た時はうれしかったと追加キャスト発表に際して寄せたコメントの中で明かしている。

### 主題歌
「きのこいぬ」
HYによるオープニングテーマ。作詞・作曲は仲宗根泉。
「Heart b-b-beat!!」
IBERIs&によるエンディングテーマ。作詞は中村彼方、作曲・編曲はKOUGA。

### 各話リスト
| 話数   | サブタイトル             | 脚本     | 絵コンテ            | 演出       | 作画監督                                                                               | 初放送日       |
| ------ | ------------------------ | -------- | ------------------- | ---------- | -------------------------------------------------------------------------------------- | -------------- |
| 第1話  | きのこいぬたんじょう     | 田中仁   | 浅野景利            | 浅野景利   | 渡邉亜彩美                                                                             | 2024年 10月3日 |
| 第2話  | きのこいぬとはなこ       | 大内珠帆 | 浅野景利            | 浅野景利   | 佐々木睦美                                                                             | 10月10日       |
| 第3話  | きのこいぬよどこへいく   | 田中仁   | 黒澤雅之            | 金子伸吾   | 渡邉亜彩美 近藤律子                                                                    | 10月17日       |
| 第4話  | きのこいぬぱーてぃする   | 赤澤佳   | 山下善光            | 池田ユウキ | 土田虎太郎 高田小知代 大野勉 月海充 藤森蒼 土佐岡加奈 臼田美夫 堤谷典子                | 10月24日       |
| 第5話  | きのこいぬとあいうえお   | 大内珠帆 | 赤澤佳 宇賀神亮輔   | 宇賀神亮輔 | 佐々木睦美 丸尾一 桐山染利                                                             | 10月31日       |
| 第6話  | きのこいぬとほうもんしゃ | 大内珠帆 | 湊未來              | 大内大和   | 山下善光 渡辺優奈 五味輝秋                                                             | 11月7日        |
| 第7話  | きのこいぬのきょうだい   | 田中仁   | 金澤洪充 浅野景利   | 金子伸吾   | 渡邉亜彩美 丸尾一 桐山染利 高橋航貴 山下善光                                           | 11月14日       |
| 第8話  | きのこいぬのかいもの     | 大内珠帆 | 渚美帆              | 渚美帆     | 佐々木睦美 堤谷典子 井本美穂 鴨田真由子                                                | 11月21日       |
| 第9話  | きのこいぬとかたむつり   | 赤澤佳   | 稲本孝志            | 赤澤佳     | 渡邉亜彩美 高橋航貴 丸尾一 近藤律子                                                    | 11月28日       |
| 第10話 | きのこいぬはにんきもの   | 大内珠帆 | 山下善光 金子伸吾   | 板庇迪     | 山下善光 佐々木睦美 五味輝秋 渡辺優奈                                                  | 12月5日        |
| 第11話 | きのこいぬうみへいく     | 田中仁   | 宇賀神亮輔 佐野緋吏 | 宇賀神亮輔 | 堤谷典子 鴨田真由子 佐々木睦美 井本美穂 五味輝秋 高橋航貴 山下善光 渡邉亜彩美 遠藤大輔 | 12月12日       |
| 第12話 | きのこいぬのなぞ         | 田中仁   | 浅野景利            | 佐野緋吏   | 渡邉亜彩美 近藤律子 佐々木睦美 渡辺優奈 桐山染利 遠藤大輔                              | 12月19日       |

### 放送局
| 放送期間                 | 放送時間                     | 放送局         | 対象地域   | 備考                                            |
| ------------------------ | ---------------------------- | -------------- | ---------- | ----------------------------------------------- |
| 2024年10月3日 - 12月19日 | 木曜 21:00 - 21:30           | AT-X           | 日本全域   | 製作参加 / CS放送 / 字幕放送 / リピート放送あり |
|                          | 木曜 21:25 - 21:54           | TOKYO MX       | 東京都     |                                                 |
| 2024年10月4日 - 12月20日 | 金曜 0:00 - 0:30（木曜深夜） | BS11           | 日本全域   | 製作参加 / BS放送 / 『ANIME+』枠                |
| 2024年10月6日 - 12月22日 | 日曜 2:30 - 3:00（土曜深夜） | 朝日放送テレビ | 近畿広域圏 | 『ANiMAZiNG2!!!』枠                             |

インターネットでは、2024年10月3日木曜21:25よりPrime Videoにて見放題最速配信。

### BD
| 巻 | 発売日         | 収録話         | 規格品番    |
| -- | -------------- | -------------- | ----------- |
| 1  | 2024年12月18日 | 第1話 - 第4話  | AMU-ANM5411 |
| 2  | 2025年2月26日  | 第5話 - 第8話  | AMU-ANM5421 |
| 3  | 2025年3月26日  | 第9話 - 第12話 | AMU-ANM5431 |